# Phytodrymadusa gyulaipeteri
Phytodrymadusa gyulaipeteri är en insektsart som beskrevs av Adrienne Garai 2002. Phytodrymadusa gyulaipeteri ingår i släktet Phytodrymadusa och familjen vårtbitare. Inga underarter finns listade i Catalogue of Life.